# Mérignac, Gironde
Mérignac este un oraș Franța, în departamentul Gironde, în regiunea Aquitania. Face parte din aglomerația orașului Bordeaux. 
Mérignac este o comună în departamentul Gironde din sud-vestul Franței. În 2009 avea o populație de 66.488 de locuitori.

## Evoluția populației
| An        | 1975   | 1982   | 1990   | 1999   | 2006   | 2009   |
| --------- | ------ | ------ | ------ | ------ | ------ | ------ |
| Populație | 50.652 | 51.306 | 57.273 | 61.992 | 65.469 | 66.488 |